# Olympische Winterspiele 2010/Teilnehmer (Polen)
| Gelbes Symbol für Goldmedaillen mit stilisierten Olympischen Ringen | Graues Symbol für Silbermedaillen mit stilisierten Olympischen Ringen | Braundes Symbol für Bronzemedaillen mit stilisierten Olympischen Ringen |
| ------------------------------------------------------------------- | --------------------------------------------------------------------- | ----------------------------------------------------------------------- |
| 1                                                                   | 3                                                                     | 2                                                                       |

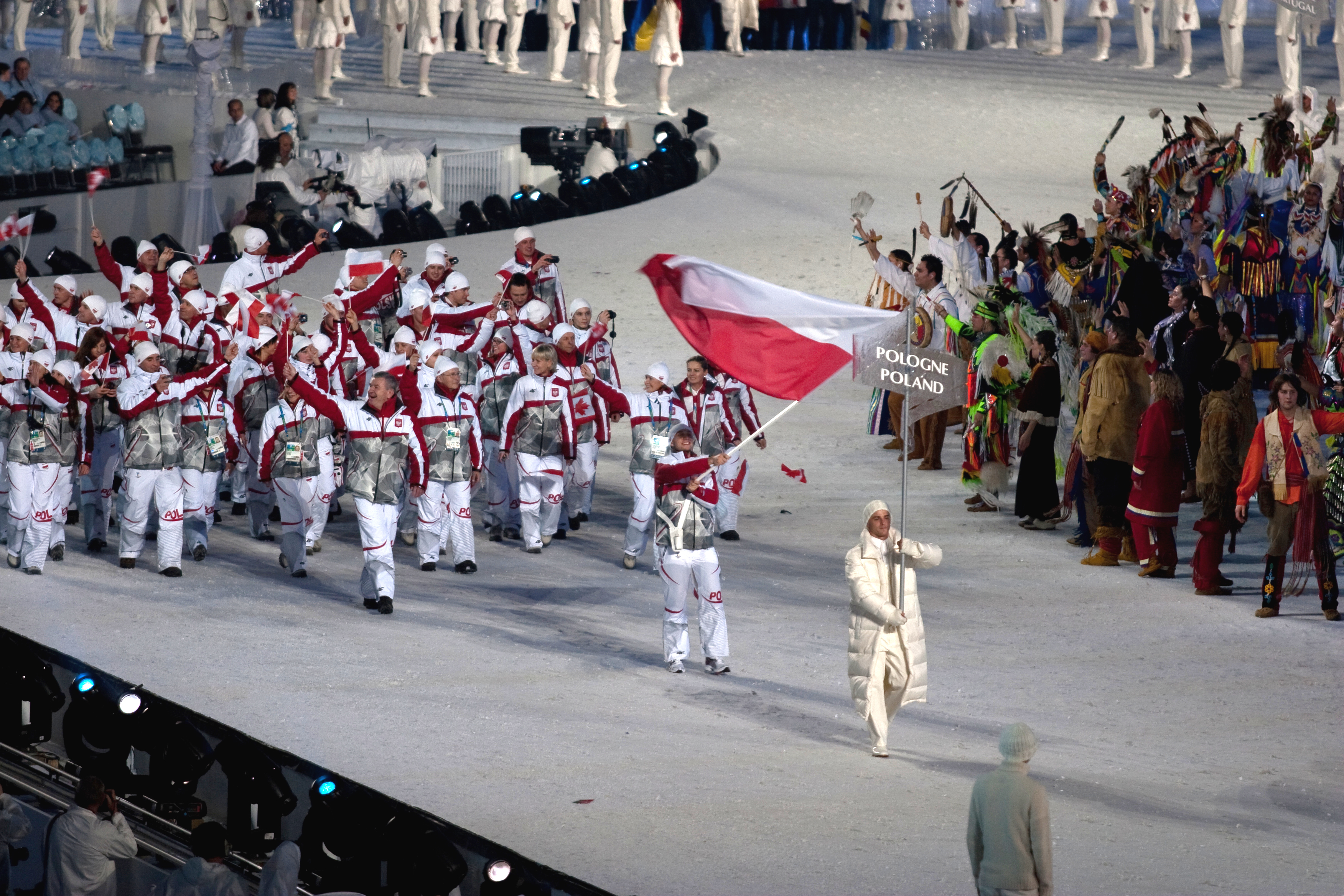
Einzug der polnischen Mannschaft

Polen nahm an den Olympischen Winterspielen 2010 im kanadischen Vancouver mit 50 Sportlern in elf Sportarten teil.

## Medaillengewinner

### Gold
| Name              | Sportart    | Wettkampf       |
| ----------------- | ----------- | --------------- |
| Justyna Kowalczyk | Skilanglauf | 30 km klassisch |

### Silber
| Name              | Sportart    | Wettkampf                        |
| ----------------- | ----------- | -------------------------------- |
| Adam Małysz       | Skispringen | Individualspringen Normalschanze |
| Adam Małysz       | Skispringen | Individualspringen Großschanze   |
| Justyna Kowalczyk | Skilanglauf | Einzel-Sprint (klassisch)        |

### Bronze
| Name                                                          | Sportart       | Wettkampf              |
| ------------------------------------------------------------- | -------------- | ---------------------- |
| Justyna Kowalczyk                                             | Skilanglauf    | 15 km Doppelverfolgung |
| Katarzyna Bachleda-Curuś, Katarzyna Woźniak, Luiza Złotkowska | Eisschnelllauf | Teamverfolgung         |

## Teilnehmer nach Sportarten

### Biathlon
| Männer - Mirosław Kobus - Adam Kwak - Tomasz Sikora - Łukasz Szczurek - Łukasz Witek | Frauen - Paulina Bobak - Agnieszka Cyl - Magdalena Gwizdoń - Weronika Nowakowska - Krystyna Pałka |

### Bob
Männer
- Dawid Kupczyk
- Paweł Mróz
- Marcin Niewiara
- Michał Zblewski

### Eiskunstlauf
| Athleten                           | Kurzprogramm | Kurzprogramm | Kür           | Kür           | Punkte        | Rang |
| Athleten                           | Punkte       | Rang         | Punkte        | Rang          | Punkte        | Rang |
| ---------------------------------- | ------------ | ------------ | ------------- | ------------- | ------------- | ---- |
| Herren                             |              |              |               |               |               |      |
| Przemysław Domański                | 52,14        | 28.          | ausgeschieden | ausgeschieden | ausgeschieden | 28.  |
| Damen                              |              |              |               |               |               |      |
| Anna Jurkiewicz                    | 36,10        | 30.          | ausgeschieden | ausgeschieden | ausgeschieden | 30.  |
| Paarlauf                           |              |              |               |               |               |      |
| Joanna Sulej / Mateusz Chruściński | 39,30        | 20.          | 86,52         | 18.           | 125,82        | 18.  |

### Eisschnelllauf
| Männer - Maciej Biega - Zbigniew Bródka 1500 m: 27. Platz - Sławomir Chmura 5000 m: 16. Platz - Sebastian Druszkiewicz - Konrad Niedźwiedzki 1000 m: 27. Platz 1500 m: 17. Platz - Maciej Ustynowicz 1000 m: 32. Platz | Frauen - Katarzyna Bachleda-Curuś 1000 m: 31. Platz - Natalia Czerwonka - Katarzyna Woźniak 3000 m: 27. Platz - Luiza Złotkowska 3000 m: 23. Platz |

### Freestyle-Skiing
Frauen
- Karolina Riemen (Skicross)

### Rennrodeln
| Männer - Maciej Kurowski | Frauen - Ewelina Staszulonek |

### Shorttrack
| Männer - Jakub Jaworski | Frauen - Paula Bzura - Patrycja Maliszewska |

### Ski Alpin
Frauen
- Agnieszka Gąsienica-Daniel
Abfahrt: 32. Platz

### Skilanglauf
| Männer - Maciej Kreczmer - Janusz Krężelok | Frauen - Sylwia Jaśkowiec - Justyna Kowalczyk Sprint, klassisch: Silber 15 km Doppelverfolgung: Bronze - Paulina Maciuszek - Kornelia Marek |

### Skispringen
Männer
- Stefan Hula
Einzelspringen, Normalschanze: 31. Platz
- Adam Małysz
Einzelspringen, Normalschanze: Silber 
Einzelspringen, Großschanze: Silber
- Krzysztof Miętus
Einzelspringen, Normalschanze: 36. Platz
- Łukasz Rutkowski
- Kamil Stoch
Einzelspringen, Normalschanze: 27. Platz

### Snowboard
| Männer - Maciej Jodko (Snowboardcross) - Mateusz Ligocki (Snowboardcross) - Michał Ligocki (Halfpipe) | Frauen - Paulina Ligocka (Halfpipe) |